# Buzige
Nella mitologia greca, Buzige (in greco antico: Βουζύγης) era un legislatore ateniese.

## Mitologia
Buzige era un inventore che creò il giogo con il quale per primo riuscì a domare i tori e che trovò  la maniera di aggiogare i buoi all’aratro. Diventò un legislatore e fra le leggi che stilò ci fu quella del divieto di uccidere gli animali che potevano essere preziosi per l'agricoltura, quali tori e buoi.
Demoofonte gli diede il Palladio che gli era stato consegnato da Diomede, onde lo portasse ad Atene.